# 號角樹
號角樹（學名：Cecropia peltata）是傘樹屬下的一個種，生長極快，是世界百大外來入侵種之一。

這個樹種在1759年由卡爾·林奈在《自然系統》中描述，是該屬第一個被描述的種，傘樹屬的許多種都被與之混為一談。 原產於墨西哥南部到南美洲北部的範圍內，特立尼達和多巴哥、牙買加也有產。後來被引入非洲、亞洲和太平洋地區。

## 描述
號角樹的生長速度很快， 一般高度可達15（49英尺），但偶爾也可能會長到25（82英尺）。其葉子很大，長寬在10—60（3.9—23.6英寸）之間，但一般是 20 × 20（7.9英寸）。每片葉子有7至11個葉裂，但一般在8-10個之間。葉子背面有細小絨毛。葉柄的長度一般為20—50（7.9—19.7英寸），呈綠色，有堅硬絨毛。
和傘樹屬的其他五種一樣，號角樹為雌雄異株。雄花長度在1—1.5（0.039—0.059英寸）間，雄花花序封閉在佛焰苞中，花葯成熟時佛焰苞就會打開、脫落。雌花成對生長。果實為瘦果、長度為2（0.079英寸）。